# Academia Militară Sandhurst

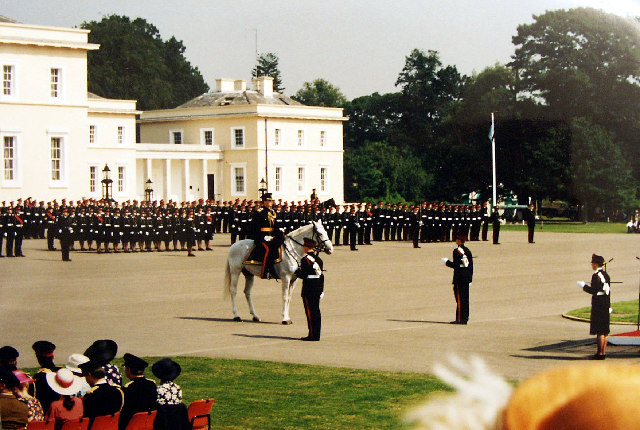
Royal Military Academy Sandhurst

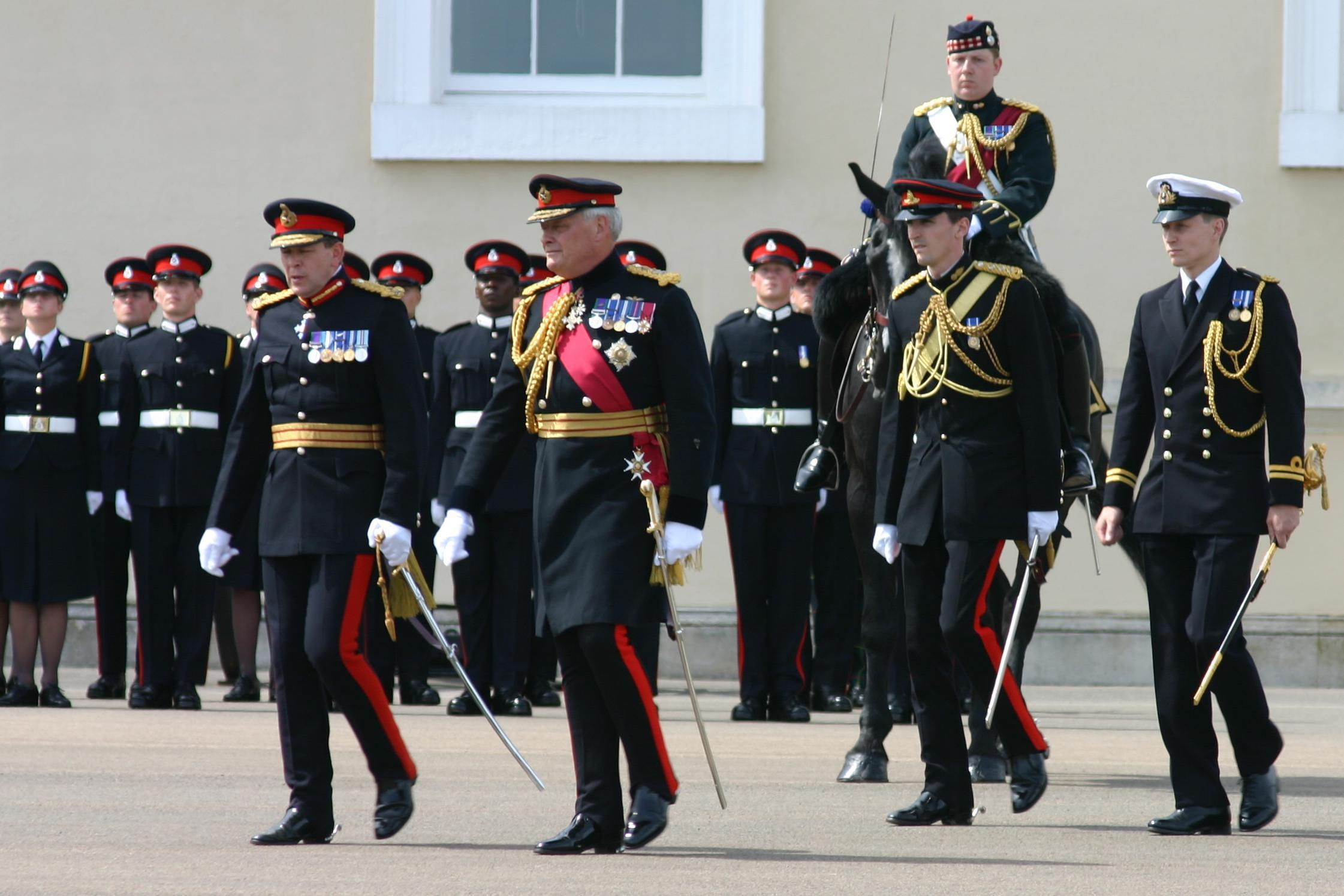
Prințul Henry de Wales (la stânga) la paradă.

Academia militară Royal Military Academy Sandhurst (RMAS), cunoscută mai simplu ca Sandhurst, este  academia militară a Armatei Britanice, centrul de pregătire  pentru ofițeri, aflat în orașul Sandhurst, Berkshire, la aproximativ 55 km de Londra.